# Àguila de Cassin
L'àguila de Cassin (Aquila africana) és una espècie d'ocell rapinyaire de la família dels accipítrids (Accipitridae). Habita la selva humida d'Àfrica central i Occidental, des de Guinea cap a l'est fins al sud de la República Centreafricana, nord de la República Democràtica del Congo i oest d'Uganda, i cap al sud fins al nord-oest d'Angola. El seu estat de conservació es considera de risc mínim.
Anteriorment estava ubicada al gènere Spizaetus.